# Mömbris
Mömbris là một xã và là một phố chợ nằm ở huyện Aschaffenburg thuộc vùng hành chính Unterfranken, bang Bayern, Đức. Với dân số hơn 11.000 người, Mömbris là khu dân cư lớn thứ năm của huyện.